# 호국훈련
호국훈련은 합동참모본부가 주관하고 육군/해군/공군이 같이 실시하는 대한민국 국군의 합동 야전 훈련 연습(FTX)이다.
한국군이 주한 미군에게서 1994년에 평시작전권을 반환받은 후, 대한민국-미국의 연합 FTX인 팀 스피리트가 폐지된 1996년부터 실시하고 있으며 한국군의 군사 훈련 중에서 최대 규모의 야전 훈련 연습이다. 작전계획에 따라 작전 지역에서 타군과 협동하는 절차를 숙지하고, 작전을 수행함으로써 도출되는 문제점을 보완하고 개선안을 반영하기 위한 목적으로 가진다.

## 북한의 비난
북한이 매번 호국훈련을 강력하게 비난하는 이유는, 실시되던 내내 강력하게 비난해 온 한미연합군 최대규모 훈련인 팀 스피리트 훈련의 대체훈련이기 때문이다.
어느 나라든지, 평소의 군대는 실탄 지급을 하지 않고, 기동 준비도 완벽하게 준비하지는 않는데, 호국훈련은 실탄을 발사하고, 육해공 전 군대가 합참의 지휘하에 실제 기동을 한다. 따라서, GDP가 90배 적은 북한의 입장에서는, 90배 강대국인 한국의 육해공군 최대규모 기동 부대들이 실탄소지 호국훈련을 하다가 그대로 휴전선을 넘는 것을 크게 우려할 수 밖에 없다.

## 연도별 특징

### 2008년
1996년부터 한미연합 팀 스피리트 훈련을 대체하여 한국군 단독으로 실시하는 호국훈련은, 군단급 별도 훈련이었는데, 2008년 이명박 정부 출범 직후 육해공 합동 훈련으로 확대되었다.

### 2009년
2009년 8월 건국이래 최초로 국방부가 아닌 국정원에서 남북한 전력지수를 청와대에 보고했다. 기존의 국방부 보고는 항상, 미군 없이 전면전이 나면 한국군이 북한군에 패한다는 결과였다. 2004년 국방부 보고서는 주한미군이 지원하지 않고 한국군 단독으로 전면전을 치르면 2주일만에 서울이 함락된다고 결론내렸다. 이번 사상 최초의 비국방부 보고서에서는 주한미군이나 전시증원 병력을 배제해도 한국군이 북한군보다 10%가량 우세하다고 결론내렸다. 미군 지원과 전시 예비군 증원이 없는 상태에서 실시하는 최대규모의 한국군 단독훈련이 호국훈련이다.
2009년 10월 29일부터 11월 6일까지 실시되었다. 북한 조선중앙방송은 11월 4일 보도를 통해 "미국과 남한이 남한의 지상과 해상, 공중에서 북침을 노린 호국합동전쟁을 발광적으로 벌이고 있다"면서, 강력히 비난했다.

### 2010년
2010년 11월 22일부터 30일까지 2010 호국훈련이 실시되었다. G20 정상회담으로 예년보다 20여일 늦게 실시했다.
2010 호국훈련 2일차인 11월 23일 북한이 연평도를 포격했다. 포격 전에 호국훈련에 대한 강력한 비난이 있었다. 연평도 포격 사건 참조.
2010 호국훈련중 11월 23일 북한이 연평도 포격사건이 일어난 후 호국훈련을 진행 중이던 모 대대 중령은 이대로 전쟁이 나서 싸그리 죽여버리자고 발언. 진심으로
전차를 끌고 갈려고 했다.
(해당 언급은 그 당시 진지 옆에서 보초근무를 서고 있던 모 상병의 증언.)
이번 훈련에는 육ㆍ해ㆍ공군, 해병대와 미 공군 등 7만여명과 궤도차량 600여대, 헬기 90여대, 함정 60여척, 항공기 500여대가 참가하고 있으며 미 해병대와 항공모함은 이번 훈련에서 제외됐다.
2010년 3월 천안함 사건이 북한의 공격이라고 강력하게 항의하는 한국이, 육해공 전 군대를 집결하여 최대규모의 실탄훈련을 하는 것이 2010 호국훈련이었다. 북한이 굉장히 두려워 했을 가능성이 크다.

### 2012년
2012년 10월 30일 강원도 인제군에서 3군단이 자주포 훈련을 실시했다. K-9 자주포 6문, K-77 2대, AN/TPQ-36 파이어파인더 1대 등의 장비와 장병이 참가했다. K-9 자주포 6문은 대포병 레이다와 무인항공기를 통해 입수한 적의 포격도발 첩보를 분석, 5분 이내에 일제 대응사격을 펼치는 등 적 도발 원점을 초토화했다.

## 같이 보기
- 독도방어훈련 - 독도 방어 훈련인 동방훈련도 1994년 평시작전권 반환 이후 한국군이 단독으로 시작한 훈련이다.
- 을지 프리덤 가디언 - 군대만의 전쟁훈련이 아니라 국가위기시를 대비한 민관군 종합 훈련이다.

## 참고
1. ↑  황일도 (2010년 3월 1일). “2009년 국정원이 청와대에 보고한 남북한 군사력 비교”. 신동아. 2015년 1월 28일에 원본 문서에서 보존된 문서. 2015년 1월 24일에 확인함.
2. ↑  박주연 (2009년 11월 4일). “北 "호국훈련, 북침 노린 전쟁연습"”. 뉴시스. 2015년 1월 24일에 확인함.
3. ↑  유현민 (2010년 11월 23일). “北 비난 '호국훈련'이란”. 연합뉴스. 2015년 1월 24일에 확인함.
4. ↑  이재현 (2012년 10월 30일). “3군단 K-9 자주포 훈련…적 도발원점 초토화(종합)”. 연합뉴스. 2015년 1월 24일에 확인함.